# César-díjak 2024
A 49. César-díjátadó ünnepségre, amelyen a 2023-ban forgalomba helyezett, s a francia filmes szakma képviselői által legjobbnak ítélt francia alkotásokat részesítették elismerésben, 2024. február 23-án került sor a párizsi Olympia előadóteremben.  Az ünnepség elnökének Valérie Lemercier színész-rendezőt-forgatókönyvíró-humoristát kérték fel. A ceremónia lebonyolítását az Akadémia és a Canal+ – az előző évhez hasonlóan – 2024-ben is egy, mindkét nemet képviselő előadó- és alkotóművészekből álló csoportra bízta: Ariane Ascaride, Bérénice Bejo, Dali Benssalah, Juliette Binoche, Dany Boon, Bastien Bouillon, Audrey Diwan, Ana Girardot, Diane Kruger, Benoît Magimel, Paul Mirabel, Nadia Tereszkiewicz és Jean-Pascal Zadi.
A gálaműsort élőben és kódolatlanul közvetítette a francia Canal+ fizetős televíziós magáncsatorna. Az esemény streamingelve is látható volt a Dailymotion videómegosztó weboldalon.

## Jelölések és díjak

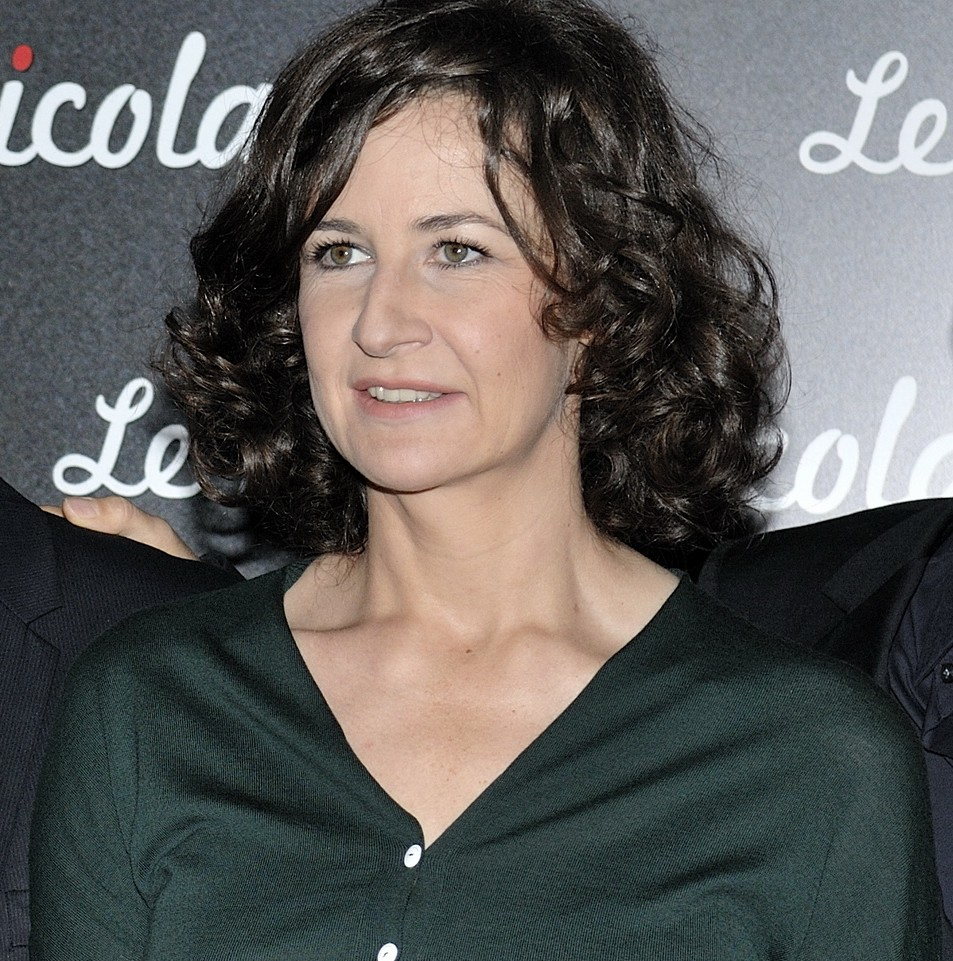
Valérie Lemercier a 2024. évi gálaest elnöke

A díjátadón 24 kategóriákban osztottak Césart, továbbá két különdíjat ítéltek oda: a középiskolások César-díját, valamint két tiszteletbeli Césart, mely utóbbiakat Agnès Jaoui francia színművész, forgatókönyvíró és filmrendező, valamint Christopher Nolan brit filmrendező vehette át. Az Akadémia elnökének indokolása szerint „Agnès Jaoui a francia filmes világ meghatározó alakjává nőtte ki magát, akinek dicséretes az elhivatottsága; hat szobrocskájával napjaink legtöbb Césarral díjazott női alkotóművésze”, míg „Christopher Nolan mesterrendező, aki képes újradefiniálni a filmes kiválóság választóvonalait, és átvinni bennünket a tér és idő határain; túlszárnyalja a mozit, hogy azt feledhetetlen élménnyé tegye”.
A Filmművészeti és Filmtechnikai Akadémia (AATC) 2024. január 19-én nyilvánosságra hozott új szabályzatában megváltoztatta a korábbi legígéretesebb fiatal színésznő és színész kategóriák elnevezését: a jövőben legjobb női, illetve férfi felfedezett (meilleure révélation féminine / masculine) néven szerepeltetik. Az elsőkörös szavazásra bocsájtott, maximum 16-16 fős listát az AAIC 20 fős külön bizottsága állítja össze.
Az összes kategória 111 jelöltének kiválasztásában rekordszámú, összesen 3375 szakember, az AATC tagságának 71,5 %-a vett részt. A jelölt filmek, alkotók és szereplők végleges listáját az akadémia elnöke hozta nyilvánosságra 2024. január 24-én, a párizsi Fouquet's étteremben tartott sajtótájékoztatón.
A legtöbb jelölést Thomas Cailley Állati királyság című sci-fi kalandfilmje kapta (12), melyet Justine Triet többszörös Oscar-jelölt, Golden Globe-díjas  és több kategóriában Európai Filmdíjat nyert thrillerjej az Egy zuhanás anatómiája követ (11). Kilenc jelölést kapott Az arcuk mindig előttem lesz című filmdráma, amely a bűnelkövetők és áldozatok párbeszédjét lehetővé tevő új francia igazságügyi intézményrendszer berkeiben játszódik. Az alkotás témájának erőteljességét, illetve a színészek teljesítményét jelzi, hogy a kilencből négy jelölés a legjobb mellékszereplő színésznő kategóriában történt. Jellemzője a jelölések kiegyensúlyozottságának, hogy a a legjobb rendező kategória három jelöltje is női alkotó.
A gálán nem történt meglepetés: a két, legtöbb jelölést kapott film került ki győztesen. Thomas Cailley fantasyfilmje öt díjat nyert, köztük a legjobb operatőrét, Justine Triet tárgyalótermi filmje pedig, amely 2023 májusában elnyerte az Arany Pálmát a cannes-i filmfesztiválon, a legfontosabbnak tekintett díjak közül hatot vihetett el, köztük a legjobb filmért, a legjobb rendezésért, a legjobb eredeti forgatókönyvért és a legjobb színésznőnek (Sandra Hüller) járó díjakat. Kisebbfajta meglepetés volt azonban: a legjobb külföldi film kategóriában nem a nagyközönség által várt Oppenheimer kapott Césart, hanem a kanadai rendezőnő, Monia Chokri szerelmi szállal átszőtt vígjátéka, A szerelem természete.
A 49. díjátadó gála hivatalos plakátja tisztelgés Michel Ocelot animációs filmrendező, a közkedvelt Kirikou alakjának megteremtője előtt. Rajta az 1992-ben bemutatott A szép lány és a varázsló (La Belle Fille et le Sorcier) című rövid animációs film képkockája látható, amely jól tükrözi Ocelot „egyedülálló filmes stílusát”, aki „művészetével és költészetével ámulatba ejt bennünket, és álomszerű univerzumokba repít; a béke és a tolerancia üzeneteit desztilláló narratív formákon keresztül”.
A 2024-es díjátadó sem maradt kisebb botrány nélkül. Szót kapott Judith Godrèche színésznő, két héttel azután, hogy tinédzser korában elkövetett fizikai és szexuális erőszakkal vádolta meg Benoît Jacquot és Jacques Doillon filmrendezőket, amit ők tagadtak. Vallomása egy második #MeToo hullámot indított el a francia filmművészetben. Az előre beharangozott és várva várt felszólalásában az 51 éves színésznő elítélte a filmkészítés körüli túlkapásokat. „Miért fogadjuk el, hogy ezt a bennünket megfogó művészetet fiatal lányok tiltott kereskedelmeként használják?” – kérdezte, és úgy jellemezte magát, mint az „amerikai kontinens szellemét, aki azért jött, hogy berúgja a páncélajtót”. „Eldönthetjük, hogy nemi erőszakkal vádolt férfiak többé ne cselekedhessenek kényükre kedvükre a filmművészetben” – mondta erőteljes, több percig tartó, vastapssal fogadott beszédében.
| Díjak                            | Jelöltek |
| -------------------------------- | --- |
| Legjobb film                     | - Egy zuhanás anatómiája (Anatomie d'une chute), rendezte: Justine Triet - A Goldman-ügy (Le Procès Goldman), rendezte: Cédric Kahn - Állati királyság (Le Règne animal), rendezte: Thomas Cailley - Az arcuk mindig előttem lesz (Je verrai toujours vos visages), rendezte: Jeanne Herry - Kóbor kutya (Chien de la casse), rendezte: Jean-Baptiste Durand |
| Legjobb rendező                  | - Justine Triet – Egy zuhanás anatómiája (Anatomie d'une chute) - Catherine Breillat – L'Été dernier - Thomas Cailley – Állati királyság (Le Règne animal) - Jeanne Herry – Az arcuk mindig előttem lesz (Je verrai toujours vos visages) - Cédric Kahn – A Goldman-ügy (Le Procès Goldman) |
| Legjobb színésznő                | - Sandra Hüller – Egy zuhanás anatómiája (Anatomie d'une chute) - Marion Cotillard – Little Girl Blue - Léa Drucker – L'Été dernier - Virginie Efira – L'Amour et les Forêts - Hafsia Herzi – Elragadtatás (Le Ravissement) |
| Legjobb színész                  | - Arieh Worthalter – A Goldman-ügy (Le Procès Goldman) - Romain Duris – Állati királyság (Le Règne animal) - Benjamin Lavernhe – L'Abbé Pierre - Melvil Poupaud – L'Amour et les Forêts - Raphaël Quenard – Yannick |
| Legjobb mellékszereplő színésznő | - Adèle Exarchopoulos – Az arcuk mindig előttem lesz (Je verrai toujours vos visages) - Leïla Bekhti – Az arcuk mindig előttem lesz (Je verrai toujours vos visages) - Galatéa Bellugi – Kóbor kutya (Chien de la casse) - Élodie Bouchez – Az arcuk mindig előttem lesz (Je verrai toujours vos visages) - Miou-Miou – Az arcuk mindig előttem lesz (Je verrai toujours vos visages) |
| Legjobb mellékszereplő színész   | - Swann Arlaud – Egy zuhanás anatómiája (Anatomie d'une chute) - Anthony Bajon – Kóbor kutya (Chien de la casse) - Arthur Harari – A Goldman-ügy (Le Procès Goldman) - Pio Marmaï – Yannick - Antoine Reinartz – Egy zuhanás anatómiája (Anatomie d'une chute) |
| Legjobb női felfedezett          | - Ella Rumpf – Marguerite – A számok szerelmese (Le Théorème de Marguerite) - Céleste Brunnquell – La Fille de son père - Kim Higelin – Le Consentement - Suzanne Jouannet – A kiválóság útja (La Voie royale) - Rebecca Marder – De grandes espérances |
| Legjobb férfi felfedezett        | - Raphaël Quenard – Kóbor kutya (Chien de la casse) - Julien Frison – Marguerite – A számok szerelmese (Le Théorème de Marguerite) - Paul Kircher – Állati királyság (Le Règne animal) - Samuel Kircher – L'Été dernier - Milo Machado-Graner – Egy zuhanás anatómiája (Anatomie d'une chute) |
| Legjobb operatőr                 | - David Cailley – Állati királyság (Le Règne animal) - Nicolas Bolduc – A három testőr: D’Artagnan (Les Trois Mousquetaires : D'Artagnan) és A három testőr: Milady (Les Trois Mousquetaires : Milady) - Simon Beaufils – Egy zuhanás anatómiája (Anatomie d'une chute) - Patrick Ghiringhelli – A Goldman-ügy (Le Procès Goldman) - Jonathan Ricquebourg – A szenvedély íze (La Passion de Dodin Bouffant) |
| Legjobb vágás                    | - Laurent Sénéchal – Egy zuhanás anatómiája (Anatomie d'une chute) - Lilian Corbeille – Állati királyság (Le Règne animal) - Yann Dedet – A Goldman-ügy (Le Procès Goldman) - Valérie Loiseleux – Little Girl Blue - Francis Vesin – Az arcuk mindig előttem lesz (Je verrai toujours vos visages) |
| Legjobb eredeti forgatókönyv     | - Justine Triet és Arthur Harari – Egy zuhanás anatómiája (Anatomie d'une chute) - Jean-Baptiste Durand – Kóbor kutya (Chien de la casse) - Jeanne Herry – Az arcuk mindig előttem lesz (Je verrai toujours vos visages) - Nathalie Hertzberg és Cédric Kahn – A Goldman-ügy (Le Procès Goldman) - Thomas Cailley és Pauline Munier – Állati királyság (Le Règne animal) |
| Legjobb adaptáció                | - Valérie Donzelli és Audrey Diwan – L'Amour et les Forêts - Vanessa Filho – Le Consentement - Catherine Breillat – L'Été dernier |
| Legjobb filmzene                 | - Andrea Laszlo De Simone – Állati királyság (Le Règne animal) - Gabriel Yared – L'Amour et les Forêts - Delphine Malausséna – Kóbor kutya (Chien de la casse) - Vitalic – Disco Boy - Guillaume Roussel – A három testőr: D’Artagnan (Les Trois Mousquetaires : D'Artagnan) és A három testőr: Milady (Les Trois Mousquetaires : Milady) |
| Legjobb hang                     | - Fabrice Osinski, Raphaël Sohier, Matthieu Fichet és Niels Barletta – Állati királyság (Le Règne animal) - Julien Sicart, Fanny Martin, Jeanne Deplancq és Olivier Goinard – Egy zuhanás anatómiája (Anatomie d'une chute) - Rémi Daru, Guadalupe Cassius, Loïc Prian és Marc Doisine – Az arcuk mindig előttem lesz (Je verrai toujours vos visages) - Erwan Kerzanet, Sylvain Malbrant és Olivier Guillaume – A Goldman-ügy (Le Procès Goldman) - David Rit, Gwennolé Le Borgne, Olivier Touche, Cyril Holtz és Niels Barletta – A három testőr: D’Artagnan (Les Trois Mousquetaires : D'Artagnan) és A három testőr: Milady (Les Trois Mousquetaires : Milady) |
| Legjobb díszlet                  | - Stéphane Taillasson – A három testőr: D’Artagnan (Les Trois Mousquetaires : D'Artagnan) és A három testőr: Milady (Les Trois Mousquetaires : Milady) - Emmanuelle Duplay – Egy zuhanás anatómiája (Anatomie d'une chute) - Angelo Zamparutti – Jeanne du Barry – A szerető (Jeanne du Barry) - Toma Baquéni – A szenvedély íze (La Passion de Dodin Bouffant) - Julia Lemaire – Állati királyság (Le Règne animal) |
| Legjobb jelmez                   | - Ariane Daurat – Állati királyság (Le Règne animal) - Jürgen Doering – Jeanne du Barry – A szerető (Jeanne du Barry) - Pascaline Chavanne – Bűnös vagyok (Mon crime) - Tran Nu Yên Khê – A szenvedély íze (La Passion de Dodin Bouffant) - Thierry Delettre – A három testőr: D’Artagnan (Les Trois Mousquetaires : D'Artagnan) és A három testőr: Milady (Les Trois Mousquetaires : Milady) |
| legjobb vizuális effektusok      | - Cyrille Bonjean, Bruno Sommier és Jean-Louis Autret – Állati királyság (Le Règne animal) - Thomas Duval – Maró eső (Acide) - Lise Fischer és Cédric Fayolle – La Montagne - Olivier Cauwet – A három testőr: D’Artagnan (Les Trois Mousquetaires : D'Artagnan) és A három testőr: Milady (Les Trois Mousquetaires : Milady) - Léo Ewald – Pókok (Vermines) |
| Legjobb elsőfilm                 | - Kóbor kutya (Chien de la casse), rendezte: Jean-Baptiste Durand - Bernadette – A főnökasszony (Bernadette), rendezte: Léa Domenach - Elragadtatás (Le Ravissement), rendezte: Iris Kaltenbäck - Pókok (Vermines), rendezte: Sébastien Vaniček - Vincentnek meg kell halnia (Vincent doit mourir), rendezte: Stéphan Castang |
| Legjobb dokumentumfilm           | - Négy nővér (Les filles d'Olfa), rendezte: Kaouther Ben Hania - Atlantic Bar, rendezte: Fanny Molins - Az Adamanton (Sur l'Adamant), rendezte: Nicolas Philibert - Little Girl Blue, rendezte: Mona Achache - Notre corps, rendezte: Claire Simon |
| Legjobb animációs film           | - Csirkét Lindának! (Linda veut du poulet !), rendezte: Chiara Malta és Sébastien Laudenbach - Kutyáknak és olaszoknak tilos! (Interdit aux chiens et aux Italiens), rendezte: Alain Ughetto - Mars Expressz (Mars Express), rendezte: Jérémie Périn |
| Legjobb rövidfilm                | - L'Attente, rendezte: Alice Douard - Boléro, rendezte: Nans Laborde-Jourdàa - Rapide, rendezte: Paul Rigoux - Les Silencieux, rendezte: Basile Vuillemin |
| legjobb dokumentum rövidfilm     | - La mécanique des fluides, rendezte: Gala Hernández López - L'Acteur, ou la surprenante vertu de l'incompréhension, rendezte: Hugo David és Raphaël Quenard - L'effet de mes rides, rendezte: Claude Delafosse |
| legjobb animációs rövidfilm      | - Été 96, rendezte: Mathilde Bédouet - Drôles d'oiseaux, rendezte: Charlie Belin - La Forêt de Mademoiselle Tang, rendezte: Denis Do |
| Legjobb külföldi film            | - A szerelem természete (Simple comme Sylvain), rendezte: Monia Chokri CAN FRA - Elrabolták (Rapito), rendezte: Marco Bellocchio ITA - Hulló levelek (Les Feuilles mortes), rendezte: Aki Kaurismäki FIN - Oppenheimer, rendezte: Christopher Nolan USA UK - Tökéletes napok (Perfect Days), rendezte: Wim Wenders GER JPN |
| Különdíjak                       | |
| A középiskolások César-díja      | A díjról 97 Franciaországban, illetve külföldön működő gimnázium és szakközápiskola 2286 diákjának szavazata döntött. Kihírdetve 2024. február 25-én, átadására külön rendezvény keretében került sor. - Az arcuk mindig előttem lesz (Je verrai toujours vos visages), rendezte: Jeanne Herry - A Goldman-ügy (Le Procès Goldman), rendezte: Cédric Kahn - Állati királyság (Le Règne animal), rendezte: Thomas Cailley - Egy zuhanás anatómiája (Anatomie d'une chute), rendezte: Justine Triet - Kóbor kutya (Chien de la casse), rendezte: Jean-Baptiste Durand                                                                                                |
| Tiszteletbeli César              | - Agnès Jaoui - Christopher Nolan |
| Daniel Toscan du Plantier-díj    | - Marie-Ange Luciani (Les Films de Pierre producere) – Egy zuhanás anatómiája (Anatomie d'une chute) |

## Többszörös jelölések és elismerések
A statisztikában a különdíjak nem lettek figyelembe véve.
| Jelölés | Díj | Magyar cím                                        | Eredeti cím                                                           |
| ------- | --- | ------------------------------------------------- | --------------------------------------------------------------------- |
| 12      | 5   | Állati királyság                                  | Le Règne animal                                                       |
| 11      | 6   | Egy zuhanás anatómiája                            | Anatomie d'une chute                                                  |
| 9       | 1   | Az arcuk mindig előttem lesz                      | Je verrai toujours vos visages                                        |
| 8       | 1   | A Goldman-ügy                                     | Le Procès Goldman                                                     |
| 7       | 2   | Kóbor kutya                                       | Chien de la casse                                                     |
| 6       | 1   | A három testőr: D’Artagnan A három testőr: Milady | Les Trois Mousquetaires : D'Artagnan Les Trois Mousquetaires : Milady |
| 4       | 1   | –––                                               | L'Amour et les Forêts                                                 |
| 4       | 0   | –––                                               | L'Été dernier                                                         |
| 3       | 0   | A szenvedély íze                                  | La Passion de Dodin Bouffant                                          |
| 3       | 0   | –––                                               | Little Girl Blue                                                      |
| 2       | 1   | Marguerite – A számok szerelmese                  | Le Théorème de Marguerite                                             |
| 2       | 0   | Elragadtatás                                      | Le Ravissement                                                        |
| 2       | 0   | Jeanne du Barry – A szerető                       | Jeanne du Barry                                                       |
| 2       | 0   | –––                                               | Le Consentement                                                       |
| 2       | 0   | Pókok                                             | Vermines                                                              |
| 2       | 0   | Yannick                                           | Yannick                                                               |